# Billy McDerment
William Sterling McDerment, detto Billy (Paisley, 5 gennaio 1943), è un ex calciatore scozzese, di ruolo centrocampista.

## Caratteristiche tecniche
Era un'ala sinistra.

## Carriera
Dopo aver giocato a livello semiprofessionistico con il Johnstone Burgh nel 1962 è passato agli inglesi del Leicester City, con cui cui ha esordito tra i professionisti all'età di 19 anni giocando 2 partite in prima divisione; nella stagione 1963-1964 ha invece giocato 3 partite, vincendo anche una Coppa di Lega. Ha poi continuato a giocare con le Foxes per un ulteriore triennio, tutto in prima divisione, segnando un'unica rete (il 23 gennaio 1965, quando ha sbloccato il risultato nella partita poi persa per 4-3 sul campo dell'Arsenal) in ulteriori complessive 18 presenze (12 delle quali nella stagione 1964-1965). Nell'estate del 1967 ha lasciato il club per accasarsi in quarta divisione al Luton Town: dopo aver vinto il campionato, ha trascorso con gli Hatters anche la stagione 1968-1969, in terza divisione, arrivando così ad un bilancio di 40 presenze ed una rete in incontri di campionato con il club; ha poi vestito per una stagione anche la maglia del Notts County (3 presenze in quarta divisione nella stagione 1969-1970), prima di tornare in Scozia, dove trascorre una stagione e mezzo (con un gol segnato in 40 presenze) in prima divisione al Greenock Morton e mezza stagione (8 presenze) in seconda divisione al St. Mirren, per poi andare a chiudere la carriera con i semiprofessionisti del Lockheed Leamington.

## Palmarès

### Club

#### Competizioni nazionali
- Coppa di Lega inglese: 1

Leicester City: 1963-1964
- Campionato inglese di quarta divisione: 1

Luton Town: 1967-1968